# Užarena stena
Užarena stena je epizoda Zagora objavljena u svesci #167. u izdanju Veselog četvrtka. Na kioscima u Srbiji se pojavila 19. novembra 2020. Koštala je 270 din. (2,27 €; 2,65 $) Imala je 94 strane.

## Originalna epizoda
Originalna epizoda pod nazivom La roccia che brucia objavljena je premijerno u #635. regularne edicije Zagora u izdanju Bonelija u Italiji 1. juna 2018. Epizodu su nacrtali braća Esposito, a scenario napisao Moreno Buratini. Naslovnicu je nacrtao Alessandro Piccinelli. Koštala je 3,9 €.

## Prethodna i naredna epizoda
Prethodna epizoda nosila je naslov Slepi bes (#166), a naredna Ludilo Čoveka-munje (#168).